# Szaciły (Litwa)
Szaciły (lit. Šetylos) − wieś na Litwie, w okręgu wileńskim, w rejonie solecznickim, w gminie Paszki, 2 km na północny wschód od Paszek, zamieszkana przez 25 ludzi. 

## Historia
W czasach zaborów wieś w gminie Dziewieniszki, w powiecie oszmiańskim, w guberni wileńskiej Imperium Rosyjskiego. Pod koniec XIX wieku wieś liczyła 87 mieszkańców.
W latach 1921–1945 wieś leżała w Polsce, w województwie wileńskim, w powiecie oszmiańskim, w gminie Dziewieniszki.
W 1931 w 20 domach zamieszkiwały 102 osoby.
Wierni należeli do parafii rzymskokatolickiej w Onżadowie. Miejscowość podlegała pod Sąd Grodzki w Holszanach i Okręgowy w Wilnie; właściwy urząd pocztowy mieścił się w Dziewieniszkach.